# Mont Lemmon
Le mont Lemmon, en anglais Mount Lemmon, est un sommet des États-Unis, le point culminant des monts Santa Catalina en Arizona avec 2 791 mètres d'altitude. Cette montagne est nommée ainsi en l'honneur de la botaniste du XIXe siècle Sara Plummer Lemmon, la première Européenne à en avoir fait une description détaillée. Elle aurait été aidée dans son ascension du Babad Do'ag (nom amérindien donné à la montagne) par un membre de la tribu des Tohono O'odham.
Pratiquement au sommet du mont Lemmon se trouve le village de Summerhaven qui est un des lieux de villégiature privilégiés des habitants de Tucson. Sur le sommet de la montagne se trouve l'observatoire du mont Lemmon. Il est possible d'y monter à pied ou en voiture grâce à la Catalina Highway. Le mont Lemmon est connu pour abriter la station de ski la plus méridionale des États-Unis, le Mt. Lemmon ski center.